# Abenomics
 Denne artikel bør gennemlæses af en person med fagkendskab for at sikre den faglige korrekthed.

Abenomics (Abe + economics i analogi til reaganomics) er et slagord, portmanteau for den japanske premierminister Shinzo Abes økonomiske reformpolitik fra januar 2013.
Målet er at bryde den langvarige deflation i Japan samt at øge væksten i BNP som i årtier har ligget under det strukturelle niveau.
Abenomics bygger på tre søjler:
1. Let adgang til penge/kapital ved en lempelig finans- og pengepolitik
2. Et kreditfinansieret konjunkturprogram
3. Reformer og dereguleringer

Dette skulle ske via en depreciering af den Japanske Yen for at øge konkurrenceevnen på eksportmarkeder, samt ved stimulere økonomien for at undgå en at havne i en likviditetsfælde.